# Палмиро Тољати
Палмиро Тољати (итал. Palmiro Togliatti; Ђенова, 26. март 1893 — Јалта, 21. август 1964) био је италијански политичар, револуционар и дугогодишњи вођа Комунистичке партије Италије.

## Биографија
Рођен је 1893. године у Ђенови, у средње имућној породици. Пре Првог светског рата био је члан Италијанске социјалистичке партије. Учествовао је у рату као добровољац, али се разболео, па је послан кући. Након тога је сарађивао с Антонијом Грамшијем.
Био је један од оснивача Комунистичке партије Италије 1918. године. Након што су фашисти затворили Грамшија, постао је нови секретар КПИ. Фашисти су 1926. забранили легално деловање КПИ, након чега је Тољати деловао у иностранству (Совјетски Савез, Француска). Године 1935, постао је члан Секретаријата Коминтерне. Године 1939, био је накратко затворен у Француској, али је убрзо пуштен и за време Другог светског рата био у Москви, одакле је позивао италијански народ на отпор фашизму и нацистичкој марионетској држави Сало.
У Италију се вратио 1944. године. У земљи је заузео линију против оружане борбе као начина комуниста да дођу на власт. Неко време је био министар правосуђа Италије. Године 1945, постао је заменик премијера у Де Гасперијевој влади. На изборима 1946, КПИ је освојила 19% гласова и 104 посланичка места у парламенту.
Тољати и сви остали министри из КПИ избачени су из владе маја 1947. године, под притиском америчког председника Харија Трумана. Иста ствар догодила се и с француским комунистима. Дана 14. јула 1948, на Тољатија је почињен атентат. Био је погођен три пута и озбиљно рањен. Неколико дана његов је живот висио о нити, а за то су време диљем Италије покренути масовни штрајкови.
Године 1948, Тољати је био носилац листе на првим послератним изборима. На изборима је победила Демохришћанска партија, првенствено због велике америчке подршке и опструисања рада КПИ. КПИ је у коалицији с Италијанском социјалистичком партијом освојила 31% гласова.
Под Тољатијевим вођством, КПИ је до 1950-их била друга најјача политичка партија у Италији. Интервенција Совјетског Савеза у Мађарској 1956, изазвала је расцепе у многим комунистичким партијама, али је Тољати подржао став Совјетског Савеза везан уз Мађарску. На изборима 1963, КПИ је освојила 25,2% гласова, али поновно није достигла већину.

## Смрт и наслеђе
Палмиро Тољати умро је током одмора на Јалти 21. августа 1964. године.
У његову част, Ставропољ на Волги променио је име у Тољати, град у којем је Тољати био кључан за формирање индустрије аутомобила АутоВАЗ у сарадњи с италијанским Фијатом.